# Dwight Clark
Dwight Edward Clark (8 de janeiro de 1957 – 4 de junho de 2018) foi um jogador de futebol americano que atuava como wide receiver da National Football League (NFL). Quando se aposentou como atleta, passou a ser um executivo em diversas franquias da liga. Ele jogou futebol americano universitário pela Universidade Clemson, onde conseguiu excelentes números. Clark jogou nove temporadas no San Francisco 49ers da NFL, de 1979 a 1987, conquistando dois Super Bowls (edições XVI e XIX).
Uma de suas jogadas mais famosas foi uma recepção para touchdown que ele fez num passe do quarterback Joe Montana na NFC Championship Game, em janeiro de 1982, contra o Dallas Cowboys. A icônica jogada ficou conhecida como "The Catch" ("a Recepção"), que permitiu ao 49ers vencer o jogo e ir para seu primeiro Super Bowl. Após se aposentar, virou gerente-geral dos 49ers de 1995 a 1998 e no Cleveland Browns de 1999 a 2001.
Morreu aos 61 anos, em 4 de junho de 2018.

## Estatísticas
| Ano      | Time     | Jogos | Jogos | Recepções | Recepções | Recepções | Recepções |         |
| Ano      | Time     | JT    | JD    | Rec       | Jardas    | Média     | TD        | Fumbles |
| -------- | -------- | ----- | ----- | --------- | --------- | --------- | --------- | ------- |
| 1979     | SF       | 16    | 3     | 18        | 232       | 12,9      | 0         | 0       |
| 1980     | SF       | 16    | 12    | 82        | 991       | 12,1      | 8         | 2       |
| 1981     | SF       | 16    | 16    | 85        | 1 105     | 13,0      | 4         | 0       |
| 1982     | SF       | 9     | 8     | 60        | 913       | 15,2      | 5         | 1       |
| 1983     | SF       | 16    | 13    | 70        | 840       | 12,0      | 8         | 0       |
| 1984     | SF       | 16    | 14    | 52        | 880       | 16,9      | 6         | 0       |
| 1985     | SF       | 16    | 14    | 54        | 705       | 13,1      | 10        | 0       |
| 1986     | SF       | 16    | 14    | 61        | 794       | 13,0      | 2         | 0       |
| 1987     | SF       | 13    | 3     | 24        | 290       | 12,1      | 5         | 1       |
| Carreira | Carreira | 134   | 97    | 506       | 6 750     | 13,3      | 48        | 4       |